# Ron Howard (basket-ball)
Pour les articles homonymes, voir Ron Howard et Howard.
Ronald « Ron » Howard, né le 14 novembre 1982, à Chicago, dans l'Illinois, est un joueur américain de basket-ball. Il évolue au poste d'arrière.

## Biographie
Le 6 novembre 2016, il signe un contrat avec l'Élan Béarnais qui cherche un nouveau joueur pour suppléer Yannick Bokolo et le départ de Sek Henry.

## Palmarès
- NBA Development League Sportsmanship 2013
- NBA Development League All-Star 2010, 2013